# Utsamonvaara
Utsamonvaara är en kulle i Finland.   Den ligger i den ekonomiska regionen Norra Lappland och landskapet Lappland, i den norra delen av landet, 800 km norr om huvudstaden Helsingfors. Toppen på Utsamonvaara är 240 meter över havet.
Terrängen runt Utsamonvaara är huvudsakligen platt.  Trakten runt Utsamonvaara är nära nog obefolkad, med mindre än två invånare per kvadratkilometer. Närmaste större samhälle är Sodankylä, 13,9 km öster om Utsamonvaara. 